# Ligue des Noirs du Québec
Pour les articles homonymes, voir Ligue.
La Ligue des Noirs du Québec est un organisme pour la défense morale et juridique des Noirs vivant dans la province canadienne de Québec. Elle a été fondée en 1969 à partir de la Ligue nationale des Noirs du Canada.

## Présentation
La ligue intervient pour défendre les droits des communautés noires, contre le profilage racial et la discrimination, surtout au niveau de la justice et de l'emploi. Elle sensibilise les gouvernements au sort de la collectivité noire et elle agit comme instrument d'éducation populaire auprès des communautés locales. Elle représente également les plaignants auprès de la commission des droits de la personne si un individu croit qu'il a été arrêté pour des motifs injustes liés à la couleur de la peau.
La Ligue a célébré son trentième anniversaire en septembre 1999. Elle commémore le mois de l'histoire des Noirs en février avec le reste de la population. Il en coûte une dizaine de dollars pour être membre.
En 2005, la Ligue a porté plainte contre le docteur Pierre Mailloux avec la Société Saint-Jean-Baptiste de Montréal pour diffamation contre les Noirs. Mailloux avait affirmé à la télévision que selon une étude américaine, statistiquement les Noirs avaient un quotient intellectuel moyen un peu inférieur à 100.
Le Conseil d'administration de la ligue est présidé par Max Stanley Bazin,. En 2019, Dan Philip, Président d'honneur, a annoncé son prochain départ à la retraite.

## Devises
Selon leur site officiel, les devises de la Ligue des Noirs du Québec sont les suivantes :
- « Reconnaissance-Unité-Liberté »
- « Ensemble défendons les droits de l'homme »